# Poręczowanie
Poręczowanie – jeden z elementów wykonywanych podczas zdobywania szczytu taktyką oblężniczą (wyprawową), głównie gór najwyższych. Polega na zabezpieczaniu trudniejszych odcinków prowadzonej drogi przy użyciu lin (głównie 7–9 mm) w celu ułatwienia dalszych transportów żywności, sprzętu itp. Były przypadki używania także lin stalowych.